# Lathyrus brachyodon
Lathyrus brachyodon är en ärtväxtart som beskrevs av Svante Samuel Murbeck. Lathyrus brachyodon ingår i släktet vialer, och familjen ärtväxter. Inga underarter finns listade i Catalogue of Life.